# 帆足長秋
帆足 長秋（ほあし ながあき / - ちょうしゅう、宝暦7年12月8日（1758年1月17日） - 文政5年1月14日（1822年2月5日））は、肥後国山鹿郡三玉村久原の神職にして本居宣長門下の国学者。従五位下。
遠祖は豊後の帆足氏という。姓は清原真人。字は徳甫。少時の字は式部で、のち豊後守、天明2年に下総守と改めた。また、名は初め政秀、安永10年前後より惟香と改めたが阿蘇氏に同名がいたため長秋とした。号には抱月、徇精、錦渓主人などがあり、屋号は考槃洞または抱月館。
神職を勤める傍ら日本の古典を志して国学の大家・本居宣長の門人となり、熊本藩に宣長の学問を伝えて郷里における国学の礎を築いた。伊勢松坂の宣長宅を生涯に4度訪れて遊学、学んだ書の多くを書き写して郷里に持ち帰り、特に才媛で知られた娘の助力を得て完成させた『古事記伝』（本居宣長著）全44巻の写本は著名にして熊本県の文化財に指定されている。写本を自らの楽しみとし、生涯に手写ししたその総数は一千巻余りと称する。著書には『勧学譚』6巻、『脱譚』3巻、『詩集』1巻、『盈嚢集』1巻などがある。

## 来歴
天延元年（973年）、豊後に流された少納言清原正高は玖珠郡長野で過ごしたのち赦免されて京都に戻ったが、その長男である正道は玖珠に留まって助道をもうけ、この助道が玖珠（現玖珠町）の古後・帆足の二領地を貰い受けて長野氏を名乗る。これが帆足氏の祖となり、のち子孫繁栄して豊後の名族となった。正道の末裔に是雄、その9代孫に政常がおり、政常の子政行は政行摂津と称して一男一女を授かった。この男子が帆足長秋である。言い伝えによれば、先祖が肥後国に移ってから帆足長秋まで25代を数えるという。生家は祖父政常の代より肥後国山鹿郡三玉村久原（現・熊本県山鹿市久原）に鎮座する天目一神社（あめのまひとつじんじゃ、薄野一ツ目神社とも）および三玉村霊仙（りょうぜん）の二宮神社両社神職をつとめた。
明和9年（1772年）の春、16歳で母を亡くした長秋はその年の秋より近郷の師の下で学び始めた。幼少の頃より学問に対する志は高かったが、家が貧しかったため一冊の書を買うこともままならず、人から借りてはそれを写していたという。惟馨と名乗り出した24、5歳の頃からは、更なる向学のため守山八幡宮の守山河内守廣豊に従って橘家神道を学んだ。
天明6年（1786年）4月27日、長秋（30歳）は三度目の伊勢神宮参宮の途次、当時すでに古学者として活溌な活動を展開していた伊勢松坂の本居宣長の自宅（「鈴屋（すずのや）」と称す）を訪ねて著述を読み、『直毘霊』（なおびのみたま）を筆写させてもらった。天明元年（1781年）からこの頃までに荻生徂徠の『鈴録』『南留別志』『絶句解』ほか、玉木正英の『風水草管窺』などを借覧写本していた長秋は、漢学においては徂徠の学問を学んで、思想的には垂加神道の中にいたと思われるが、この『直毘霊』を読むことで古典の新しい解釈に接し、学問的にも思想的にも急転回することとなる。この時の滞在は長逗留できず、『直毘霊』一冊を書き写して帰郷。郷里に戻ってからも松坂での遊学を切に願ったが、神職としての務めや生計貧窮のため思うにまかせなかった。
寛政3年（1791年）ようやく入門の機会を得た長秋（35歳）は、村社分田八幡宮（鹿本郡分田村）の神職杉谷参河（24歳）を同伴して郷里を発ち（5月2日）、沿道の国学者を歴訪しつつ6月20日に松坂着、杉谷と共に鈴屋への入門 を済ませると、さらに東北まで足を延ばして陸前国の塩竈神社を参拝し（同8月20日）、多賀城の古跡を探見したのち10月上旬再び松坂に戻った。そして翌年2月上旬まで鈴屋に滞在して古典や歌文の研究に励み、この間2か月の日子を費やして、宣長の書入本萬葉集から諸説ある字句を摘出して『萬葉集諸説』を編んだ。
7年後の寛政10年（1798年）、詳細は不明とされているが、伊勢参宮をなした折に三たび鈴屋を訪れている。翌年9月老父政行が病没すると、享和元年（1801年）妻子を同伴して上京（5月17日）し、講義のため京都に滞在していた師・宣長を訪問（6月4日）、加えて同日参内し、関白・鷹司政煕の執奏により従五位下に叙される光栄を受けた。また京都滞在中は国学者渡辺重名・田中大秀らと互いに往来したほか、近隣の文人墨客らと交わるなど風流の日々を送った。6月12日宣長の帰郷をうけて長秋らも松坂に至り、寓居を定めて親子三人寝起きを共にしつつ、鈴屋では娘と共に読書写本に没頭、20日余りで『歴朝詔詞解』を、約1か月で『古事記伝』7巻を模写し、8月下旬にこれを終えたとされる。一家は9月2日に松坂を発ち、伊勢参宮ののち再び松坂に立ち寄り、京都から山陽道を経、備中・吉備津神社の藤井高尚や福岡の青柳種信などの国学者を訪いながら、11月25日に郷里の久原村に帰着した。帰郷するまでの間に師宣長が享年72歳で没したため、その後は師の養子本居大平と文通しつつ、専ら郷里にて国学を研究していたと見られる。
嗣子のいなかった長秋は熊本藩岡氏の養弟・貞亮を一人娘の京（みさと）の壻に迎えたが、不肖を理由に二人を離婚させたところ、文化8年（1811年）9月貞亮は京（みさと）を連れて出奔してしまう。長秋は親に不義を働いた二人を助けないよう妻に釘を刺していたが、翌年資金に窮して帰郷した二人に乞われ、妻がひそかに金品を援助していたことを知り、その年の7月に離縁した。4年後、61歳のときに三玉村霊仙の妾との間に一女・逸姫（速比売）を、翌年には一男・滋麿をもうけ、文政5年（1822年）66歳で病没した。墓は三玉村の二宮神社付近にあり、先亡した京（みさと）の隣りに葬られている。門人は松崎直雄のほか、鹿本郡の神職ら百余名を数えた。
長秋の没後、写本類は一時郡の役所に保存されたが、再び帆足氏の手に戻ったのち、四散してその半分は亡失したという。なお、娘と共に写した『古事記伝』全44巻揃いの写本は、郷里熊本の山鹿市立博物館に完存され県の指定文化財となっている。

### 年譜
- 宝暦7年（1758年） - 生誕
- 天明6年（1786年） - 鈴屋訪問にて『直毘霊』筆写
- 天明7年（1787年） - 娘みさとが生誕
- 寛政3年（1791年） - 入門、鈴屋遊学にて『萬葉集諸説』を編む
- 寛政10年（1798年） - 伊勢参宮、鈴屋遊学
- 享和元年（1801年） - 妻子同伴で上京、参内（従五位下叙）、鈴屋遊学にて娘と『古事記伝』などを筆写
- 文化8年（1811年） - 娘みさとが貞亮と出奔
- 文化9年（1812年） - 妻と離縁
- 文化13年（1816年） - 逸姫が生誕
- 文化14年（1817年） - 滋麿が生誕、娘みさとが流浪中に病没[18]
- 文政5年（1822年） - 永眠

## 門人 帆足長秋
昭和30年（1955年）松阪殿町松阪市役所内から本居宣長顕彰会により、非売品として「鈴屋読本」なる冊子が発行されている。この中で長秋について触れている部分を抜粋する。
『宣長には門人が全国にわたつて四百余人ある。鈴木梁満(やなまろ)のように破門された者もまれにはあつたが、どの門人も学問を尊び、研究に熱心な人ばかりであつた。肥後国山鹿郡久原村一目明神の社司帆足長秋もその一人である。長秋は、寛政三年の冬、同じ肥後の学友杉谷参河と共に松坂に来り、何十日も泊り込んで「万葉集」書入れ本の写本を行つた。両人ともに家がまづしく、宿をとらずに部屋を借り、食事も自分で作つて鈴屋へ通学した。長秋はこの時ご飯をたべずに毎日おからを食つてはげんだが、帰るころにはその価が一貫文にもなつた。とうふ屋の主人は長秋の熱心さに感じてその代価を受けなかつたと言う。
享和元年には15歳になるむすめの京(みさと)をつれて、長秋は第四回目の勉学に松坂へ来た。相かわらず貧しいので、戸屋氏の古家を借りて居たが、のきはかたむき屋根は破れて居た。ある日同じ松坂の門人笠因直麿(かさよりなおまろ)が長秋をたづねて来て居た。時に雨がふつて来て雨水がたたみの上に漏って来た。長秋は「京、何かで雨水を受けなさい。」と言いつけたが、京は「たらいもありません。おけでははばが足りません。」と言つて、雨はもり放題にして半紙へ次の歌を書きつけた。☆この宿は海ならなくに雨ふればたたみの上に波ぞたちぬる. 「これはおわかいに似ず立派なお歌、私が家主に代わってお答えしましょう。」直麿はこう言って次の歌をしたためてこれに和した。☆波のたつたたみの上はつらくとも里の名にめでまたも来ませよ.　 里の名とは「またも来るのを待つ(松坂)」という意である。そのうち旅費はつきて来た。写本のためにはまだ二十日ばかりは泊る必要がある。さあこまつた。処がこの事を稲縣(いなき)大平が聞き「これは気の毒だ、旅費の不足はおぎなうから最後までつづけなさい。」とはげまされたので、長秋大きに感謝し一そう勉強につとめた。
この時、長秋は次の歌をよんで、学問を奥深く学ぶことの悦びをうたつている。☆はてもなきまなびの道をたづぬればとはに旅ゆくここちこそすれ. 　こうして六十日余り泊りつづけて勉強し、九月一日にやつと学業を終り、国に帰ることゝなつた。宣長は常に長秋の苦学に感心して、親切に導きはげまして居たが、父子が松坂を去るにおよび、別れをおしんで歌を送られた。またむすめの京がわかくて学才にすぐれ、歌文の道に熱心な様をほめて居られたが、次の歌をおくつてはげまされた。☆わか葉より香ことなる白ぎくの末長月の花ぞゆかしき.  こうして長秋親子が宣長に別れて松坂を去つたが、これは師弟一生の別れとなつた。宣長はその月二十九日に死んだのである。長秋の苦心篤学の思いは後に報いられて、熊本に於ける鈴屋学の開祖とあがめられるに至つた。』

## 師の書斎鈴屋の由来
宣長28歳の頃に帰郷後、松坂魚町一丁目の自宅内で内科・小児科医を開業し、その余暇には宅にて古典講釈塾を開き「源氏物語」等を町人に教えていた。宝暦13年（1763年）江戸の国学者賀茂真淵と松坂に於いて一夜対面し、翌年入門文通で指導を受け約6年間交流が続いた。入門の弟子も増え、宣長の家の二階を53歳のとき改造して新しい書斎を作った。この工事は天明2年（1782年）の冬に出来上がり、静かに勉学に打ち込めて学問の出来る書斎となつた。明くる年の3月9日、門人らとともに初めて歌会が催された。その時宣長は、この部屋に鈴をかけてこれを鳴らし、その清い音にむかしをしのぶことを歌に詠んでいる。そして、この家の書斎を鈴屋と名付けた。大変鈴を愛でておられた宣長は珍しい鈴を集めておられた。
現在松坂の鈴屋遺跡保存会には八角型鉄鈴・三つ独胡鈴・巾着型古鈴・茄子型古鈴・駅　鈴・人面の古鈴・八面型古鈴など7種類の鈴が保管されている。○「鈴屋集」五に鈴屋をよんだ長歌の後に次の記事を書きその由来の次第を明らかにしている。「鈴の屋とは、三十六の小鈴を、赤き緒にぬきたれて、はしらなどにかけをきて、物むつかしきをり引きなして、それが音をきけば、こゝちもすがすがしくおもほゆ、そのすずの歌は、☆とこのべにわがかけて　いにしへしのぶ　鈴がねさやさや☆　かくて、此屋の名にもおほせつかし。」

## 著作
長秋は読書家であったが、貧しい生活の為に本も碌に買えず、蔵書家などからしばらく書物をかりては読み、模写していた。長秋の書写した書物は約千巻近くに上ったと言われている。奥書集や紀行文や和歌なども数多書かれているが、代表的な著作としては、『本名草』『勧学譚・続編』『盈嚢集』『遺文集』etc.がある。著述をする傍ら、師宣長の教えを広め、肥後国学の隆盛の基を築いた功労者でもある。
例えば、肥後の国学者長瀬真幸は、帆足長秋の書物を通じて本居宣長を知り、宣長の門人となった。さらに真幸の門人には、中島広足、林桜園、和田厳足らがいる。

## 帆足京
帆足 京（ほあし みさと、天明7年（1787年）12月22日 - 文化14年（1817年）6月22日）は、日本の国学者、歌人。
長秋三十路の時の息女である。幼名を八潮、美佐登、御郷とも称し幼少より聡明な娘であった。若き頃より父の教えを受けて国学に関心を抱き詩歌や書道を嗜む。享和元年（1801年）の4月、京15歳の折に父母に伴われて山鹿より上京して約80日に及ぶ長旅の末に松坂の本居家に約80日間滞在した。松坂では父と伴に本居宣長の講演や歌会にも列席し、また長秋と伴に「古事記伝」をはじめ宣長の書かれた多くの書物を筆写した。その後、肥後熊本藩士岡小平太の弟貞亮を養子に迎えたが、長秋と些細な事で不仲になり、京夫婦は出奔して諸国を流浪し、京は文化14年（1817年）6月22日に長門国二見浦にて31歳で歿した。著書に享和元年の旅日記「刀環集」がある。

## 関連図書
- 熊本日日新聞社編纂「熊本県大百科事典」熊本日日新聞社、1982、727頁
- 山鹿市史編纂室『山鹿市史 下巻』山鹿市、1985、526-533頁
- 熊本県立大学文学部日本語日本文学科 川平敏文編『肥後の和学者 上妻博之郷土史論集1』熊本県立大学文学部日本語日本文学研究室発行、2009、74-115頁